# Полфьоров Яків Якович
Я́ків Я́кович Полфьо́ров (* 13 (1) квітня 1891, станиця Ільїнська Кубанської області — 30 вересня 1966, Харків) — український та російський музикознавець і диригент радянських часів.

## Життєпис
В 1908—1911 навчався в Петербурзькій консерваторії — по композиції у Василя Калафаті, Миколи Соколова, Максиміліана Штейнберга, читання партитур й диригування — у Миколи Черепніна. 1915 року закінчив навчання в  — у Одеській консерваторії, педагогами були Ф. В. Миронович та Вітольд Малішевський — композиція.
Працював диригентом приватних оперних труп Петербурга та російських міст. 1918 — директор Народної консерваторії в Ялті, викладач народних університетів у Сімферополі.
1918—1921 — викладав в Одеській консерваторії, проректор.
1921—1924 — директор 4-го музичного технікуму в Петрограді, відповідальний редактор журналу «Щотижневик Петроградських державних академічних театрів» (1922—1923).
1923 року диригував спектакль «Щоденник Сатани» — інсценізація Григорія Ґе по роману Леоніда Андреєва.
1924—1925 — працював ректором Харківського музично-драматичного інституту.
1925—1926 — інспектор відділу художньої освіти Наркомосу УРСР.
В 1927—1929 — художній керівник Українського радіомовлення.
Входив до складу асоціації революційних композиторів України.
1930—1934 — організатор та завідувач музичного відділу бібліотеки ім. В. Г. Короленка, з 1930-го — лектор Харківської філармонії.

## Творчий доробок
- «Музичні силуети. Скрябін». 1926.
- «Звукові й музичні елементи в творах українських прозаїків», 1929.
- «Органіка», 1930, Харків,
- «Російська музика XIX та XX сторіч», 1935.